# Canton de Menat
Le canton de Menat est une ancienne division administrative française située dans le département du Puy-de-Dôme et la région Auvergne. Il a été supprimé à la suite du redécoupage des cantons du département en 2015.

## Géographie
Ce canton est organisé autour de Menat dans l'arrondissement de Riom. Son altitude varie de 306 m (Saint-Quintin-sur-Sioule) à 748 m (Blot-l'Église) pour une altitude moyenne de 549 m.

## Histoire
- Le canton de Menat a été créé le 5 avril 1790 par les officiers municipaux de Menat qui ont fait adhérer les onze communes voisines à leur projet[1].
- De 1833 à 1848, les cantons de Menat et de Combronde avaient le même conseiller général. Le nombre de conseillers généraux était limité à 30 par département.
- Les redécoupages des arrondissements intervenus en 1926 et 1942 n'ont pas affecté le canton de Menat, qui a gardé ses limites d'origine.
- Le canton est souvent considéré comme étant celui de la rivière de la Sioule qui le traverse. Le romancier Henri Pourrat l'appelait le « canton de fraîcheur[3] ».
- Le canton a été supprimé en 2015 à la suite du redécoupage des cantons du Puy-de-Dôme, appliqué le 25 février 2014 par décret[2] :
- Menat, Neuf-Église, Servant et Teilhet intègrent le nouveau canton de Saint-Éloy-les-Mines ;
- les autres intègrent le nouveau canton de Saint-Georges-de-Mons.

## Représentation

### Conseillers généraux de 1833 à 2015
| Période | Période      | Identité                           | Étiquette             | Qualité                                                                                     |
| ------- | ------------ | ---------------------------------- | --------------------- | ------------------------------------------------------------------------------------------- |
| 1833    | 1845         | Louis Solon Vayron (1794-1874)     |                       | Notaire à Menat Propriétaire du château et maire de Blot-l'Eglise (1841-1871)               |
| 1845    | 1848         | Gaspard Antoine Pagès              | Royaliste             | Premier Président de la Cour royale de Riom Député (1843-1848)                              |
| 1848    | 1870 (décès) | Gilbert Mauzat-Laroche (1809-1870) | Bonapartiste          | Notaire - Maire de Menat                                                                    |
| 1870    | 1876 (décès) | Charles Mauzat-Laroche (1824-1876) | Bonapartiste          | Notaire - Maire de Menat                                                                    |
| 1876    | 1889         | Charles Mauzat-Laroche             | Bonapartiste clérical | Notaire - Maire de Menat                                                                    |
| 1889    | 1930 (décès) | Henri Lecoq                        | Républicain           | Premier maire de Neuf-Église de 1883 à 1930 neveu du botaniste Henri Lecoq                  |
| 1930    | 1940         | Alexis Guyot                       | Rad.                  | Entrepreneur Maire de Blot-l'Église Nommé conseiller départemental en 1942                  |
|         |              |                                    |                       |                                                                                             |
| 1945    | 1951         | Georges Raphanel                   | SFIO                  | Négociant, ancien résistant, maire de Menat (1945-1977), ancien conseiller d'arrondissement |
| 1951    | 1958         | M. Bournilhas                      | RGR                   | Minotier, maire de Saint-Gal-sur-Sioule                                                     |
| 1958    | 1970         | Georges Raphanel                   | SFIO                  | Maire de Menat                                                                              |
| 1970    | 1988         | Armand Mansat (1921-1999)          | PCF                   | Instituteur, ancien résistant Maire de Neuf-Église (1959-1995)                              |
| 1988    | 2008         | Guy Brunet                         | PCF                   | Entrepreneur Maire de Menat (1977-2008)                                                     |
| 2008    | 2015         | Bernard Lescure                    | PCF                   | Enseignant Maire de Marcillat depuis 1995                                                   |

### Conseillers d'arrondissement (de 1833 à 1940)
| Période                                  | Période      | Identité                                | Étiquette    | Qualité |
| ---------------------------------------- | ------------ | --------------------------------------- | ------------ | --- |
| 1833                                     | 1839         | Pierre Jean Baptiste Baisle (1784-1845) |              | Notaire, maire de Blot-l'Église                                                                             |
| 1839                                     | 1848         | Jean-Baptiste Lasteyras                 |              | Médecin à Menat                                                                                             |
| 1848                                     | 1852         | Blaise-Léon Lasteyras                   |              | Propriétaire à Menat                                                                                        |
| 1852                                     | 1871         | Pierre-Charles Baisle                   |              | Maire de Servant                                                                                            |
| 1871                                     | 1877         | Gervais Chartron                        |              | Greffier et suppléant de la justice de paix, propriétaire à Champeau                                        |
| 1877                                     | 1883         | Philippe Rouchon                        |              | |
| 1883                                     | 1889         | Charles Baisle                          |              | Propriétaire à Servant                                                                                      |
| 1889                                     | 1895         | Jean-Ulysse Champommier                 | Conservateur | Négociant à Servant                                                                                         |
| 1895                                     | 1898         | Charles-Gilbert Chanselme               |              | Maire de Servant                                                                                            |
| 1898                                     | 1901 (décès) | Jean-Ulysse Champommier                 | Conservateur | Négociant à Servant                                                                                         |
| 1901                                     |              | César Belin                             |              | Docteur en médecine à Menat                                                                                 |
|                                          |              |                                         |              | |
| 1928                                     | 1936 (décès) | Maurice Jouberton (1885-1936)           | PRS          | Notaire, maire de Menat, Président du Conseil d'arrondissement                                              |
| 1937                                     | 1940         | Georges Raphanel                        | SFIO         | Instituteur à Châteauneuf-les-Bains                                                                         |
|                                          |              |                                         |              | |
| 1940                                     |              |                                         |              | Les conseils d'arrondissement ont été suspendus par la loi du 12 octobre 1940 et n'ont jamais été réactivés |
| Les données manquantes sont à compléter. |              |                                         |              | |

## Composition
Le canton de Menat groupe douze communes et compte 3 867 habitants (recensement de 2012, population municipale).
Le canton coïncide avec une autre entité administrative : la communauté de communes du Pays de Menat.
| Nom                      | Code Insee | Intercommunalité               | Population (dernière pop. légale) |
| ------------------------ | ---------- | ------------------------------ | --------------------------------- |
| Menat (chef-lieu)        | 63223      | CC du Pays de Saint-Éloy       | 568 (2014)                        |
| Blot-l'Église            | 63043      | CC Combrailles Sioule et Morge | 378 (2014)                        |
| Lisseuil                 | 63197      | CC Combrailles Sioule et Morge | 101 (2014)                        |
| Marcillat                | 63208      | CC Combrailles Sioule et Morge | 281 (2014)                        |
| Neuf-Église              | 63251      | CC du Pays de Saint-Éloy       | 301 (2014)                        |
| Pouzol                   | 63286      | CC Combrailles Sioule et Morge | 281 (2014)                        |
| Saint-Gal-sur-Sioule     | 63344      | CC Combrailles Sioule et Morge | 134 (2014)                        |
| Saint-Pardoux            | 63382      | CC Combrailles Sioule et Morge | 429 (2014)                        |
| Saint-Quintin-sur-Sioule | 63390      | CC Combrailles Sioule et Morge | 369 (2014)                        |
| Saint-Rémy-de-Blot       | 63391      | CC Combrailles Sioule et Morge | 232 (2014)                        |
| Servant                  | 63419      | CC du Pays de Saint-Éloy       | 532 (2014)                        |
| Teilhet                  | 63428      | CC du Pays de Saint-Éloy       | 301 (2014)                        |

## Démographie
| 1962  | 1968  | 1975  | 1982  | 1990  | 1999  | 2006  | 2011  | 2012  |
| ----- | ----- | ----- | ----- | ----- | ----- | ----- | ----- | ----- |
| 5 630 | 5 024 | 4 410 | 4 042 | 3 621 | 3 521 | 3 721 | 3 867 | 3 867 |